# صاریغ قلمی حساس
صاریغ قلمی حساس (نام علمی: Marmosops parvidens) نام یک گونه از سرده صاریغ‌های قلمی است.